# Pośrednie Szpiglasowe Wrótka
Pośrednie Szpiglasowe Wrótka (słow. Západná deravá štrbina, niem. Westliche Löchrige Scharte, węg. Középső-Liptói-kapu) – położona na wysokości ok. 2110 m przełęcz w grani głównej Tatr Wysokich, w odcinku zwanym Szpiglasową Granią. Znajduje się w niej pomiędzy Szpiglasową Czubą (ok. 2160 m) a Szpiglasowym Zębem (2120 m). W 1989 r. Krzysztof Łoziński opisywał ją pod nazwą Zachodnia Szczerbina z Igłą, znana jest także jako Zachodnia Dziurawa Przełączka.
Szpiglasową Granią biegnie granica polsko-słowacka. Północno-wschodnie stoki Pośrednich Szpiglasowych Wrótek opadają do polskiej Dolinki za Mnichem, południowo-zachodnie do słowackiej Doliny Ciemnosmreczyńskiej. 
V-kształtna przełęcz jest ostro wcięta w grań. Do Doliny za Mnichem jej stoki opadają stromym, w górnej części płytowym zacięciem. Zacięcie to dołem łączy się z kominem opadającym z Niżnych Szpiglasowych Wrótek. Pierwsze letnie wyjście tym kominem i zacięciem: Andrzej Byczkowski i Halina Cieplińska 20 września 1968 r., zimowe – Władysław Cywiński 27 kwietnia 1993 r. (IV+ w skali tatrzańskiej). Na słowacką stronę stoki opadają płytową ścianą o wysokości kilku metrów. Jest w niej skośne pęknięcie o długości około 8 m, którym można wyjść na przełączkę. Obecnie jednak Szpiglasowa Grań i jej ściany są wyłączone z uprawiania turystyki i taternictwa. 

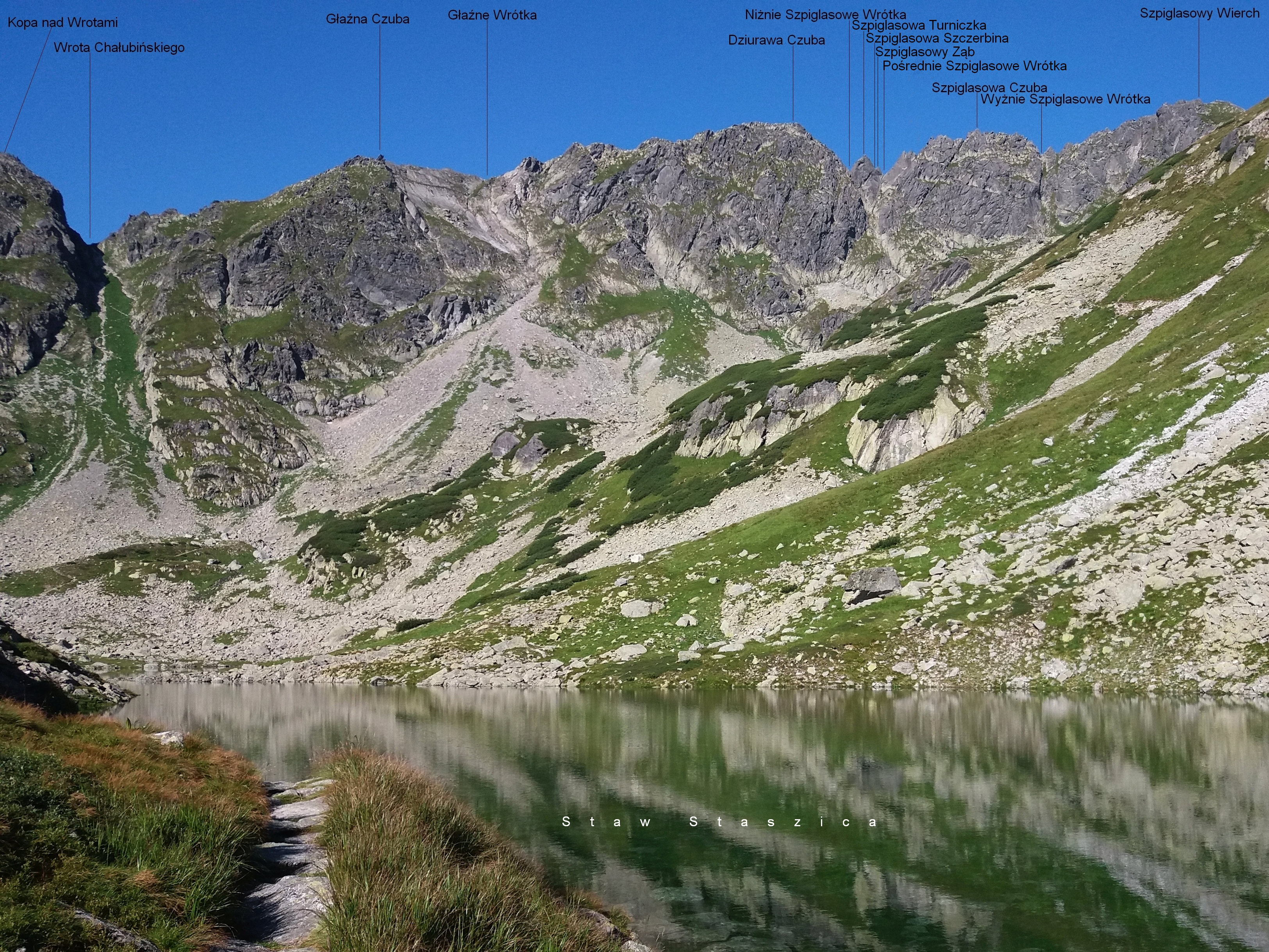
Widok z Dolinki za Mnichem